# L'art pour l'art
L'art pour l'art, eller konst för konstens egen skull, är ett franskt slagord för den estetiska uppfattning som hävdar konstens oberoende av tendens, moral och motiv. Självändamålet är dess värde och formens fulländning dess syfte.
Satsen formulerades av Victor Cousin redan år 1818 i Du vrai, du beau et du bien, publicerad första gången 1836, men fick senare slagordets kraft genom Théophile Gautier och hans krets från mitten av 1800-talet.